# 徐平羽
徐平羽（1909年—1986年9月23日），原名王为雄，别号红豆村人，化名白丁，男，江苏高邮人，中国政治人物，中华人民共和国文化部原副部长，南京博物院原院长，第五届全国政协委员。